# Áser ben Jehiél
Áser ben Jehiél (héberül: אשר בן יחיאל), melléknevén Rós (héberül: רא"ש), azaz „Fej” (a. m. 'a hittudósok feje'), (Köln?, 1250/1259 – Toledo, 1327. október 24.) középkori hispániai zsidó hittudós.

## Élete
A Német-római Birodalomból költözött át Hispániába, és ott Toledoban működött rabbiként 1305-től. Talmudtudománnyal foglalkozott, de műveinek csak egy része maradt fenn napjainkra. Így töredékesen ismerjük Misna- és Gemara-kommentárját. A Misna-kommentár Zeráim (Beráchót kivételével) és Tohorót rendjéhez, illetve a Kinnim és a Middót traktátushoz íródott. Áser használja Maimonidész megállapításait, de nem idéz eredeti forrásokat. Gemára-kommentárjának csak a Nedárim és a Támid traktátusához írott része maradt fenn. Ügyel a nyelvi tisztaságra; a rövid, világos kifejezésmódra, és a tárgyalás rendszerességére.
Leghíresebb műve a Haláchót, amely a talmudi vitákból levont megállapításait tartalmazza. Áser Alfázi nyomán állította össze az érvényes gyakorlati törvényeket, de kritikailag feldolgozta a német–francia talmudi iskolának is az anyagát. Saját meggyőződéséhez erősen ragaszkodik, nem engedi alárendelni senkinek sem a véleményét. Bár tiszteli a hagyományt, önálló a gaonokkal szemben is. A vallástörvény szigorát ugyanakkor magasztos erkölcsi szellemmel igyekszik áthatni. Fiához intézett utolsó oktatásában közli Végrendeletét, amelyben így ír: „A nevetgélés (a komolyság hiánya) s a harag megzavarják az ember lelkét. Ne tedd az aranyat bizalmaddá, mert ez a bálványimádás kezdete. Az igazság mérlegében latold szavaidat. Szád mondására jobban vigyázz, mint pénzedre. Másnak titkát ne árult el. Ne törekedj azok után, kik messze fölötted állnak, hanem azok után, kik mögötted maradnak a vallásosságban és istenfélelemben. Ne haragudj minden csekélység miatt, nehogy ok nélkül ellenségeket szerezz; ne légy kíváncsi embertársaid titkaira; ne tégy titokban olyasmit, a mi miatt a nyilvánosság előtt szégyenkezned kellene.”
Áser elismeri Maimonidész szellemi nagyságát, de hibáztatja, hogy a Tóratanulmányok előtt foglalkozott világi tudományokkal. Később teljesen elítélte Maimonidész filozófiáját. Fia, Jákob ben Áser később ugyancsak jelentős hittudós lett.

## Magyar nyelvű fordítások
Áser teljes életműve mindezideig nem rendelkezik magyar nyelvű fordítással. Műveiből szemelvények jelentek meg:
- Frisch Ármin: Szemelvények a Biblia utáni zsidó irodalomból, Pallas Irodalmi és Nyomdai Rt., Budapest, 1906 (reprint kiadás: Auktor Könyvkiadó, Budapest, 1993, ISBN 963-7780-24-6, 413 p), 298. oldal
- Scheiber Sándor: A feliratoktól a felvilágosodásig – Kétezer év zsidó irodalma (Zsidó irodalomtörténeti olvasmányok), Múlt és Jövő Lap- és Könyvkiadó, Budapest, 1997, ISBN 963 85697 4 3, 199–201. o.